# HD107408
HD107408 — хімічно пекулярна зоря спектрального класу
A1 й має видиму зоряну величину в смузі V приблизно  9,8.